# ドミニカ回復戦争
ドミニカ回復戦争（ドミニカかいふくせんそう、スペイン語: Guerra de la Restauración）、またはドミニカ復興戦争（ドミニカふっこうせんそう）は1863年から1865年まで、ドミニカ共和国の独立派とスペイン王国の間で戦われたゲリラ戦争。スペインはドミニカ独立から17年後の1861年にドミニカを再植民地化していた。戦争は1865年7月にドミニカ共和国が独立を回復したことで終結したが、ドミニカは国内が混乱に陥って荒廃し、国民の大半が武装している状態になった。

## 背景
ドミニカ共和国のブエナベントゥラ・バエス大統領が共和国を破産に追い込むほどに私腹を肥やしたため、ペドロ・サンタナ将軍は1858年にバエスを追い落とした。経済危機に直面している上、隣国のハイチが再び侵攻を画策したため、サンタナはスペインにドミニカ共和国の再併合を要請した。スペインは最初は慎重だったが、米国が南北戦争という内戦の渦中にあり、モンロー主義を実施できない状況にあったため、スペインはラテンアメリカ支配を再建する好機と考えて1861年3月18日に併合を発表、サンタナはサント・ドミンゴ総督領の総督に就任した:202–04。
しかし、この行動がドミニカの国民全員に受け入れられたわけではなかった。5月2日、ホセ・コントレラス将軍（José Contreras）が反乱を起こし（後に失敗に終わった）、フランシスコ・デル・ロサリオ・サンチェスがハイチから侵攻してきた（ハイチは公式的には中立だったが、スペインがラテンアメリカで勢力を拡大することを恐れた。ロサリオ自身は7月4日に囚われて処刑された）。一方のサンタナはスペイン統治下の総督としての権限が独立国の大統領としての権限よりも少ないとして、1862年1月に辞任した。
スペイン当局はバガヘス（bagajes）という政策を採用して、重労働用に訓練された動物を賠償の保証なしにスペイン軍に差し出すことを要求したため、住民の支持を失った。これは農家の生活が動物に依存する北部のシバオ地域で特に厳しい問題になった。ほかには文化の問題もあり、スペインから新しく派遣された司教はドミニカの住民の多くがカトリック教会内で結婚していないことに仰天した。カトリック教会で結婚しない理由は、聖職者の不足、貧困、そして教会への交通の不便さだった。ビエンベニード・デ・モンソン司教（Bienvenido de Monzón）はこの問題を短期間で正したいが、このような非嫡出の状況を受け入れた住民の反感を買った。
経済でもスペインが外国の貨物によりスペイン貨物より高い関税を課し、たばこを独占しようとしたため、商人の支持も失ってしまい、スペイン当局は1862年末までにシバオ地域の反乱を恐れるようになった（南部では反スペイン感情がより弱い）:208–10。また、スペイン当局が何度も否認したにもかかわらず、スペインが奴隷制度を復活させて、ドミニカの黒人をキューバやプエルトリコに運ぶとの噂が広まった。
一方、スペインでは1862年1月に国王命令が下り、トゥーサン・ルーヴェルチュールが1794年に奪取した、現ハイチにあたる領土を奪回する意向を示した。ハイチ大統領ファーブル・ジェフラールははじめ中立を維持したが、スペイン軍がドミニカでの騒動を鎮めるためにハイチ＝ドミニカ国境に住むハイチ人を排除したため、ジェフラールは中立を放棄してドミニカの反乱軍に援助を与えることにした:210–11。

## 戦争

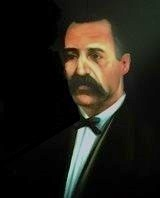
サンティアゴ・ロドリゲス・マサゴ

1863年8月16日、サンティアゴ・ロドリゲス・マサゴ率いる軍勢がダハボン市から進軍して反乱を起こし、カポティーリョ山でドミニカの旗を挙げた。この事件は「カポティーリョの叫び」（El grito de Captillo）と呼ばれ、戦争の始まりを表した。サント・ドミンゴとその近隣の町を除き、ドミニカ全国が挙兵した。
シバオ地域の町が相次いで反乱に参加、9月3日にはガスパール・ポランコ将軍を総指揮官としたゲリラ軍勢6千人がスペイン軍800人の駐留するサンティアゴとサン・ルイス砦（San Luis）を包囲、9月13日に占領した。反乱軍は翌日に新政府を設立、ホセ・アントニオ・サルセドを大統領に任命、スペイン軍を率いたサンタナを売国奴と非難した:212。サルセドはアメリカ合衆国の援助を求めたが拒否された:18。

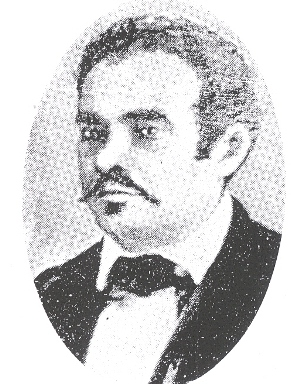
サンティアゴ包囲戦の指揮官ガスパール・ポランコ。

1864年3月までにスペイン軍2万1千人のうち9千人が病死、1千人が（主にポランコとムラートのグレゴリオ・ルペロン率いる）ゲリラ軍に殺害された。スペイン軍には援軍6千が派遣されたが、それも死者の数を増やすという結果にしかならなかった。1864年3月、スペイン当局の軍をサント・ドミンゴに集中させる命令を違反したサンタナはホセ・デ・ラ・ガンダラ・イ・ナバーロ総督に更迭された。ラ・ガンダラはさらにサンタナをキューバに召喚して軍法会議にかけようとしたが、サンタナが6月に死亡したため軍法会議は行われなかった:215–16。
ラ・ガンダラは反乱軍との停戦協定を締結しようとして、サルセドとの交渉を開始したが、ポランコら不満をもった指揮官がサルセドを暗殺した。ポランコたちはサルセドが軍事上のミスを重ね、スペイン当局に対し不注意な行動を起こした上、バエス元大統領を呼び戻そうとしたことを憂慮したのであった（バエスは大統領時期の行いにより反乱軍に嫌われていた）:216–17。バエスは最初はスペインによる併合に反対したが、いざそれが行われると、彼はスペインで国からの補助金をもらって生活するようになり、スペイン軍で元帥という名誉階級に叙された。彼が帰国したのは終戦間近のことだった:21。
スペインでは対ドミニカ戦争は人気がなく、ほかの政治危機とともに1866年にレオポルド・オドンネル首相の失脚につながった。後任のラモン・マリア・ナルバエスがコルテスでドミニカ問題を討議する間、スペインの戦争相はドミニカでの軍事行動を停止するよう命じた。
ポランコもすぐに失脚した。彼は友人のためにたばこを独占しようとした上、モンテ・クリスティのスペイン陣地への攻撃も失敗したのであった。その結果、ポランコの兄弟のフアン・アントニオ・ポランコ将軍（Juan Antonio Polanco）、ペドロ・アントニオ・ピメンテル、ベニート・モンシオン（Benito Moncion）らがポランコを追放、1865年1月にはベニグノ・フィロメノ・デ・ロハスが後任の大統領、ルペロンが副大統領になった。一時的に休戦したこともあって、臨時フンタは新しい憲法を制定、それが施行されるとピメンテルが1865年3月25日付で大統領に就任した:217:20。
南北戦争はこの時期までに終局に迎えており、合衆国の勝利が明らかになった。スペインのコルテスはなくてもよい領土のために米国の介入というリスクを冒したくなく、イサベル2世は3月3日に併合の無効宣言に署名した。スペイン軍は7月15日までにドミニカから退去した。

## その後

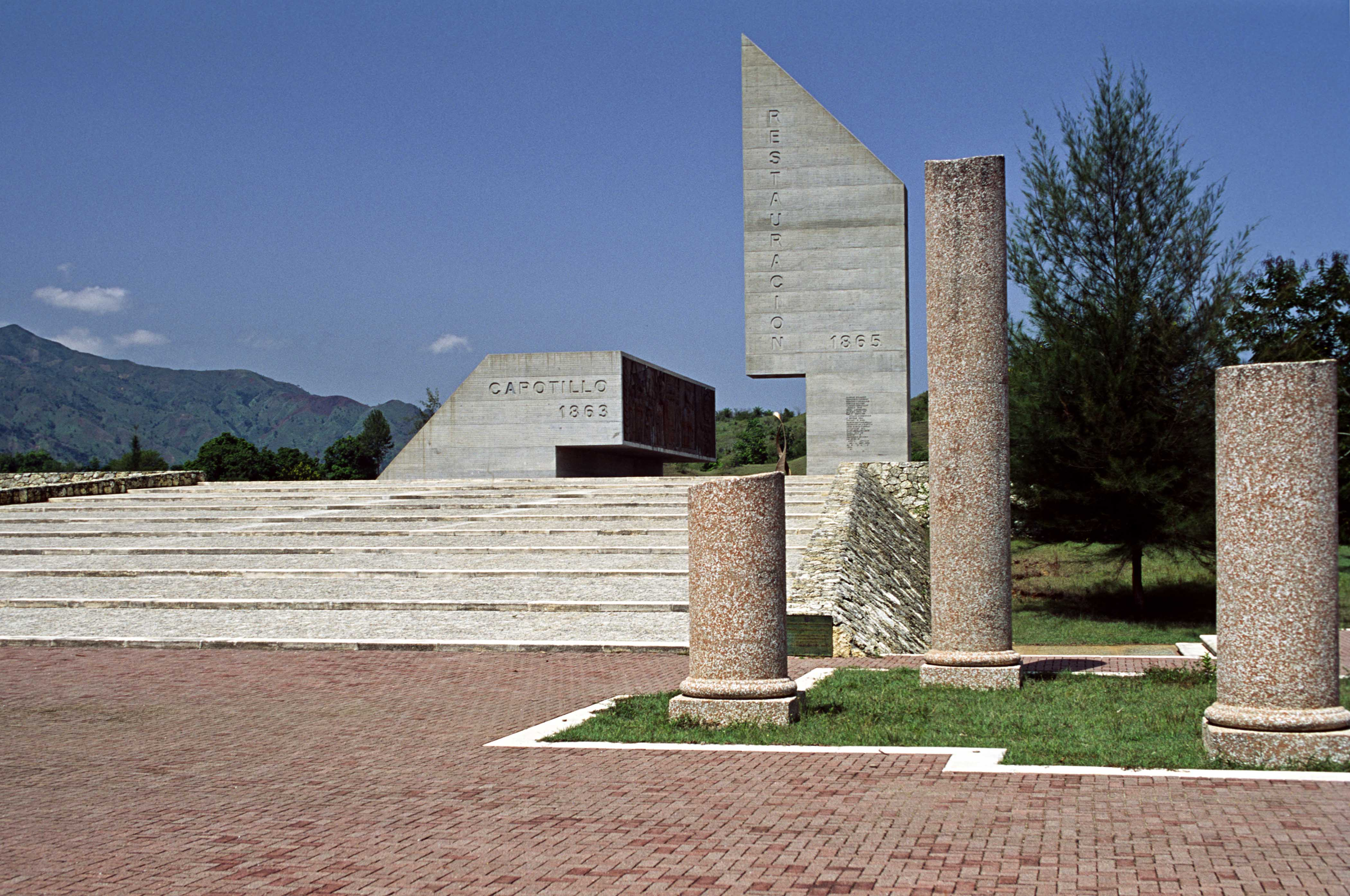
ドミニカ回復戦争の記念碑、2011年撮影。

多くの都市が破壊され、全国の農業がたばこを除いて戦中に中止されたが、回復戦争により国民意識が高まった。また、ドミニカの勝利はキューバとプエルトリコの国家主義者に対し、スペイン軍に対する勝利が可能であることを証明した。ドミニカ国内の政治では、戦争中の指導者はみんな地域のカウディーリョか独裁者であり、求心力を有したが私腹を肥やすための余念がない者ばかりだった。この問題は20世紀末まで尾を引いた。
ドミニカの政治はその後も不安定だった。ピメンテルは大統領をわずか5か月務めた後、クーデターで追放された。後任のホセ・マリア・カブラルも1865年12月にバエスに追放されたが、カブラルは1866年5月に大統領に返り咲いた。しかし、カブラルがサマナ湾の米国への売却交渉で人気を失ったため、バエスは1868年に再び大統領に就任した:21–24。
イスパニョーラ島内の国際関係ではドミニカ回復戦争によりドミニカ共和国とハイチの関係が大きく変わった。ハイチはそれまでイスパニョーラ島を不可分の実体とみなし、再併合を求めて度々ドミニカ共和国に侵攻したが、回復戦争によりそれが不可能であることが明らかになり、以降のハイチとドミニカ共和国は国境紛争に明け暮れた。
8月16日は「復興の日」としてドミニカ共和国の祝日となっており、ドミニカ共和国大統領の就任日にもなっている。